# 787 Moskva
Moskva (asteroide 787) é um asteroide da cintura principal com um diâmetro de 27,51 quilómetros, a 2,2077285 UA. Possui uma excentricidade de 0,1301566 e um período orbital de 1 476,88 dias (4,04 anos).
Moskva tem uma velocidade orbital média de 18,69564485 km/s e uma inclinação de 14,84362º.
Este asteroide foi descoberto em 20 de Abril de 1914 por Grigory Neujmin.